# Sacrario dei caduti d'oltremare di Bari
Aperto dal 10 dicembre 1967, commissionato dal Ministero della difesa, disegnato dall'Arch. Ing. Col. Paolo Caccia Dominioni, il sacrario militare dei caduti d'oltremare, è situato a Bari, in "via Giovanni Gentile" nel quartiere Japigia. La struttura ospita le spoglie di circa 75.000 militari italiani caduti in terra straniera, negli anni che vanno dal 1940 al 1945, riportati in patria a seguito della dismissione dei cimiteri di guerra, costruiti a suo tempo nei territori stranieri.

## Storia
Il complesso non solo custodisce le spoglie dei militari, 40.000 dei quali ignoti, ma è anche sede del museo dei cimeli di guerra, appartenenti appunto alle truppe italiane di quel periodo.
I resti, provengono dai territori dove operarono le truppe italiane durante la prima e la seconda guerra mondiale: Balcani, Africa settentrionale e Orientale, Mediterraneo. Recentemente sono stati sistemati anche i resti di militari e civili deceduti in campi di concentramento o di lavoro dell'ex Repubblica Democratica Tedesca.
Attualmente il sacrario è anche sede di cerimonie commemorative: tra le principali, nei giorni 25 aprile e 4 novembre. Tra le autorità presenti, è stato invitato anche il presidente della Repubblica.

## Caratteristiche
L'opera, costruita in pietra di Trani, è immersa in un ampio parco e si articola su due piani: il piano terra e il piano rialzato, al quale è possibile accedere tramite l'ampia scalinata centrale. 
Il sacrario di Bari, è il secondo per dimensioni in Italia, dopo quello di Redipuglia.

### Il piano terra e il museo storico
Il giardino è adibito a parco delle rimembranze, nel quale sono riposti lungo tutto il perimetro alcuni antichi veicoli da combattimento, pezzi d'artiglieria, lapidi e statue dedicate ai militari defunti. L'ingresso alla Zona Sacra è delimitato da catene e dall'ancora della nave Orsa.

Ai lati del parco, sono stati ricostruiti due elementi che caratterizzavano il dismesso sacrario militare di Tripoli, costruito alla fine degli anni '50: 

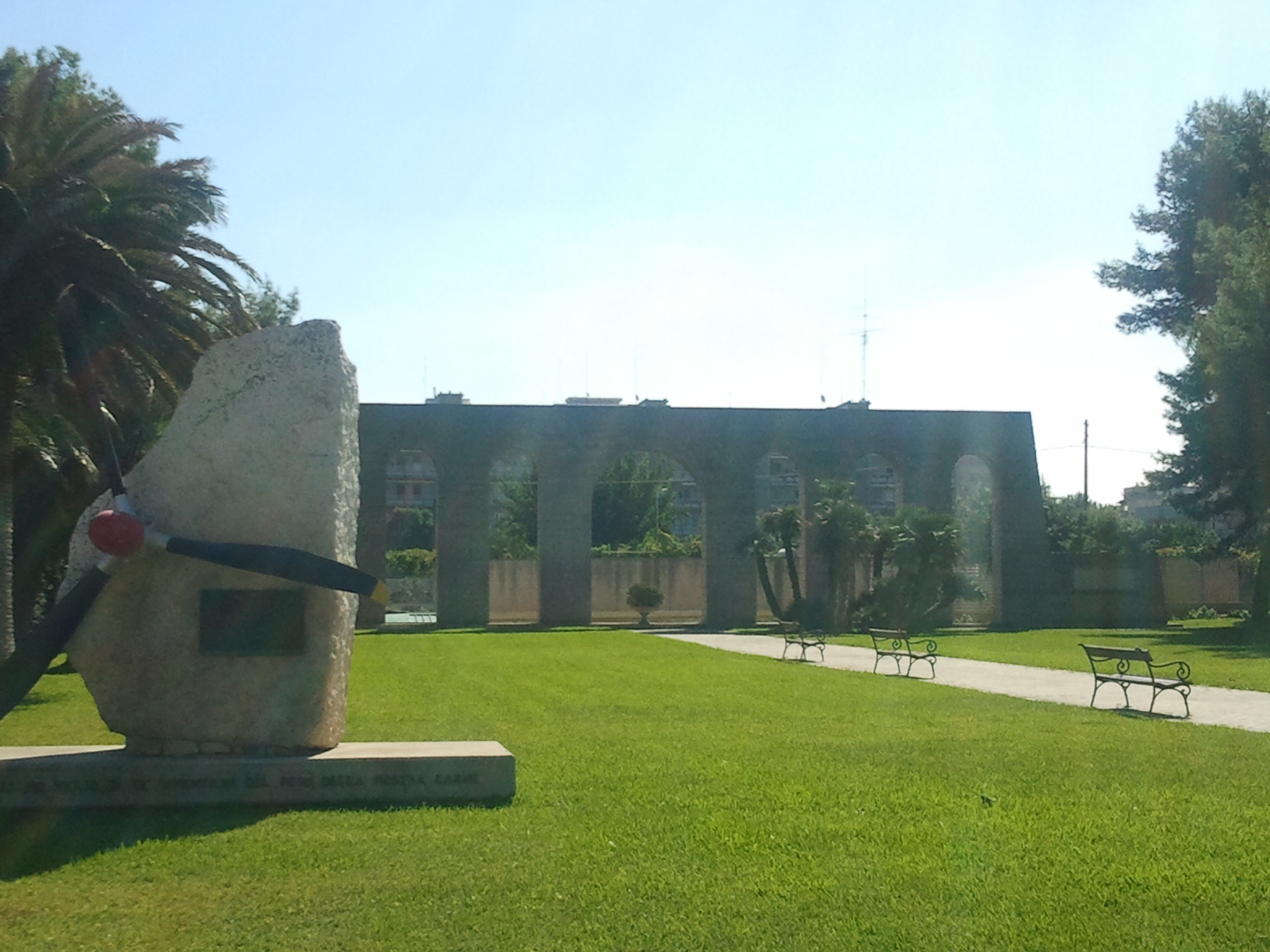
L'acquedotto romano

- a sinistra, un tronco dell'acquedotto romano a sette archi, dove l'arco centrale più grande, raffigurava l'ingresso al Sacrario di Tripoli;
- a destra del parco, vi sono gli archi delle battaglie, dove sono ricordate con otto lapidi, le principali battaglie combattute in Africa dal 1911 al 1943.

Alla destra della scalinata, su appositi sostegni, è collocata la campana donata da enti ed associazioni di Bari e della Puglia, i cui nove solenni rintocchi al tramonto ricordano i caduti. Nel bronzo della campana è scolpita la frase Victi vivimus e cioè viviamo anche da vinti.
Sempre alla destra del parco, è situato il museo storico, che ricostruisce le varie fasi delle guerre combattute e che custodisce uniformi, fotografie, armi, documenti e cimeli privati appartenuti alle forze armate del periodo. In particolare, sono riportate le seguenti guerre:
- 1940-43 Africa Settentrionale

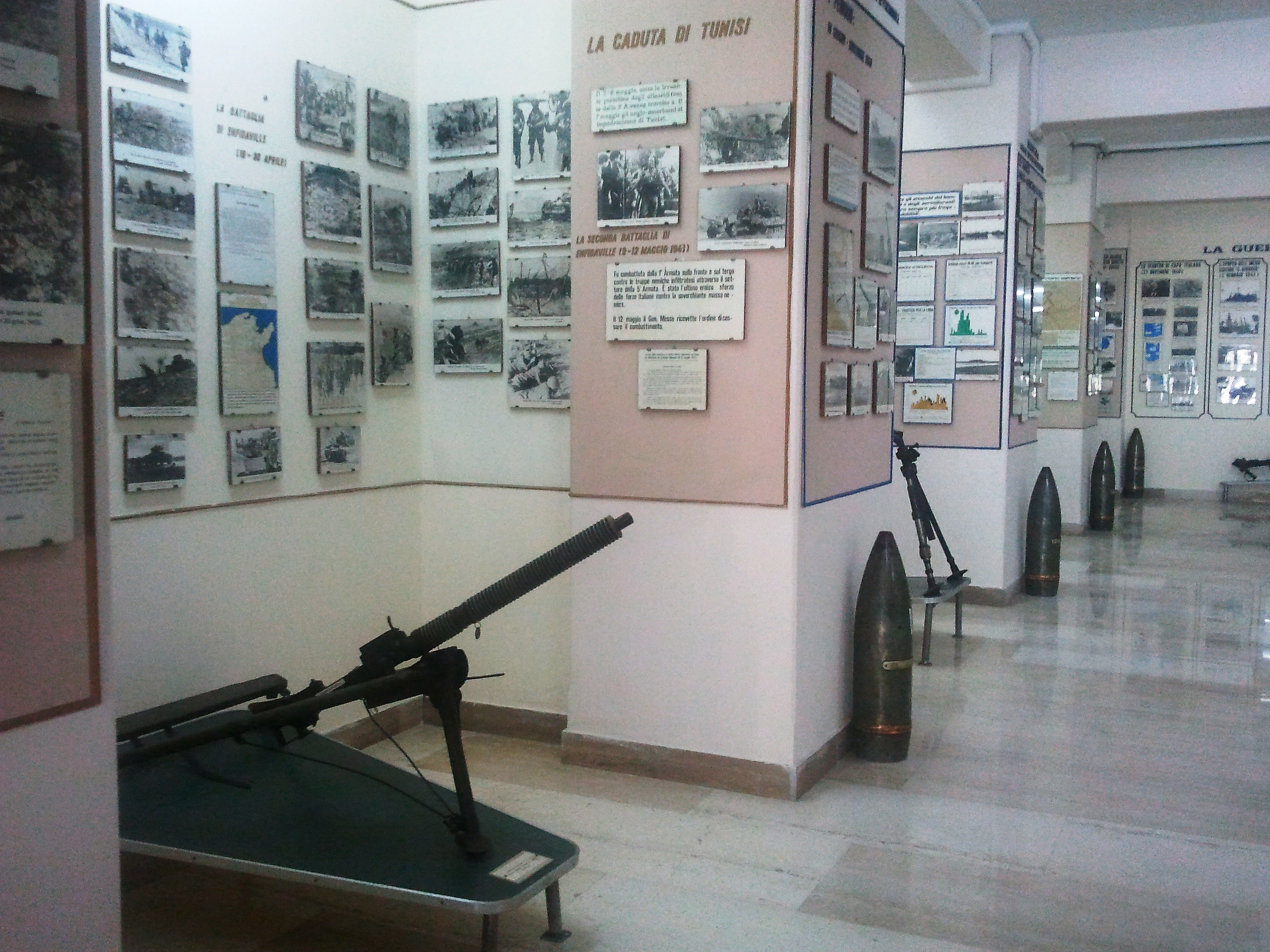
Il museo storico del sacrario di Bari

- difesa del traffico navale con l'Africa Settentrionale
- 1940-41 Africa Orientale
- guerra navale 1940-43
- Grecia e Albania 1940-45
- partecipazione delle Forze sul fronte sovietico 1941-43
- resistenza armata italiana 1943-45
- guerra in Etiopia 1935-36
- conquista dell'Eritrea 1882-1900
- conquista della Somalia 1891-1931
- conquista della Libia 1911-31
- guerra aerea 1940-45

La rievocazione è integrata dalla proiezione di documentari e filmati dell'epoca, nell'apposita sala delle proiezioni con 72 posti a sedere.
Sempre al piano terra c'è la cripta, corrispondente al centro del chiostro centrale, adibito a piccola cappella. Sui muri ci sono varie lapidi che ricordano i nomi dei caduti, accertati ma non individuati. Una particolare lapide è dedicata ai 140 fedeli Ascari, eritrei e libici, i cui resti sono stati trasferiti in Italia nel 1972. Sulle pareti che racchiudono le tombe dei 45.000 militari ignoti è riportata l'epigrafe latina Et nomen cum sanguine pro Patria dedimus, che si traduce con Insieme col sangue anche il nome dedicammo alla Patria.
Infine accanto al museo, è situata la sala liturgica, luogo di convegno per celebrazioni eucaristiche e di preghiera a disposizione del pubblico. Nella parte posteriore, uffici della direzione e della segreteria, completano la struttura a pian terreno.

### Il piano rialzato
Al piano rialzato, si trovano le spoglie dei militari, precisamente nel chiostro centrale. Alla destra dell'ingresso c'è l'Albo d'Onore, ove sono situati quattro armadi di bronzo, che contengono i volumi con i nominativi in ordine alfabetico, dei caduti situati nel Sacrario.
Al centro del cortile è posto un altare in marmo per la Santa Messa all'aperto e alle spalle spicca una colonna di 25 metri con quattro croci, una per ogni punto cardinale.

## Caduti
Nel chiostro sono riportate le epigrafi: "I loro corpi sono sepolti in pace ed il ricordo vivrà in eterno", "Ottennero il regno della gloria e la mano del Signore li protegge". I loculi, nei quali riposano i caduti disposti in ordine alfabetico, sono sigillati con una lastra di bronzo che riporta il nome, il grado e le eventuali ricompense al valor militare.
Sono raggruppati in settori:
- Germania
- ex Jugoslavia (1940-45)
- Grecia e Albania (1940-45)
- Marocco, Tunisia e Algeria (1940-45)
- Africa Settentrionale e Libia (1911-39 e 1940-43) e uomini dell'equipaggio del sommergibile Scirè
- Africa Orientale
- Albania (1915-18)